# Monnaie (institution)
Pour les articles homonymes, voir Monnaie (homonymie).

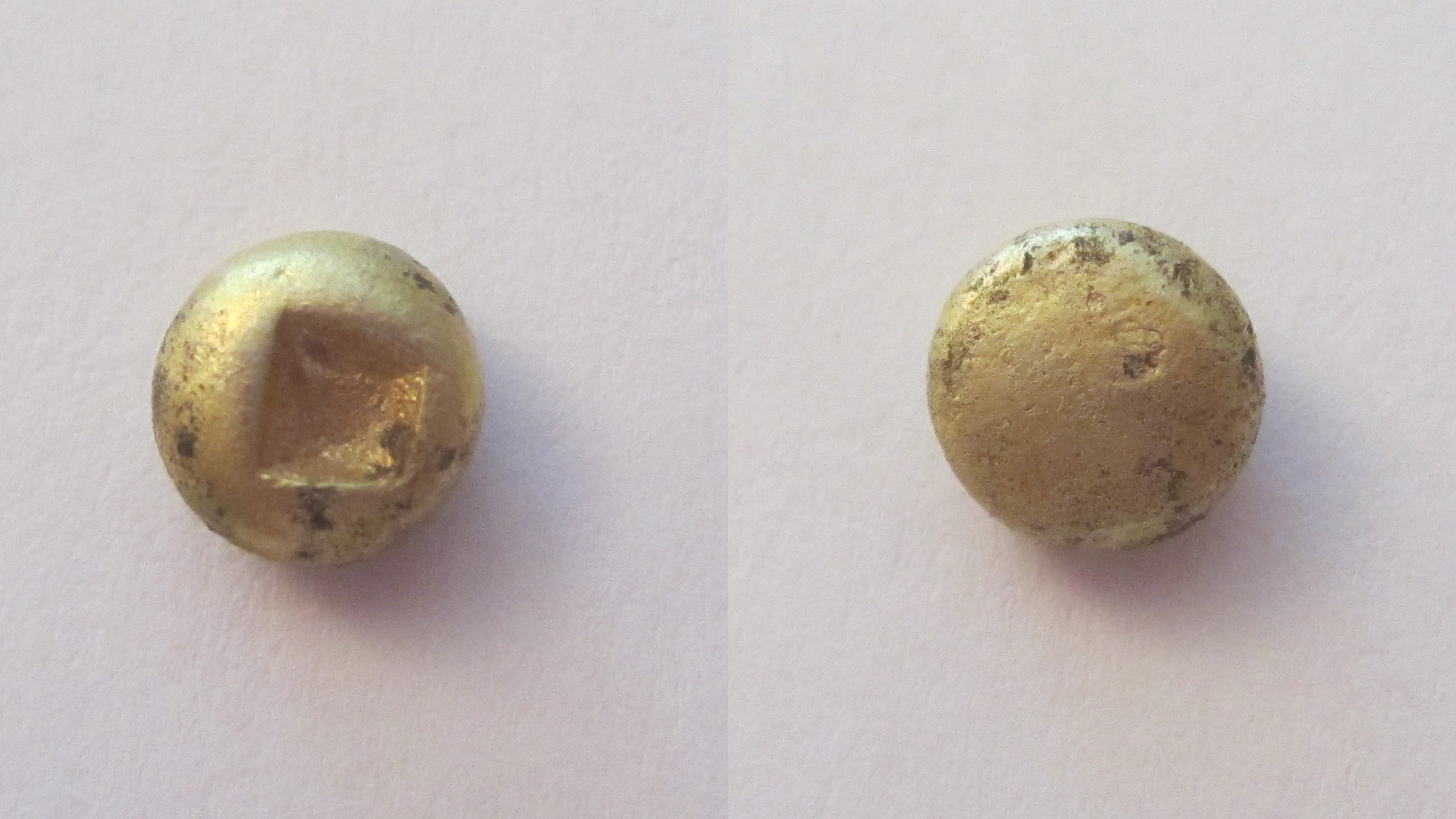
Ionie, 1/12e statère en électrum (1,09 gramme) frappé entre 650 et 600 av. J.-C. Le revers est un carré creux de forme pyramidal et l'avers, une surface plane sans motif. L'étalon est milésiaque.

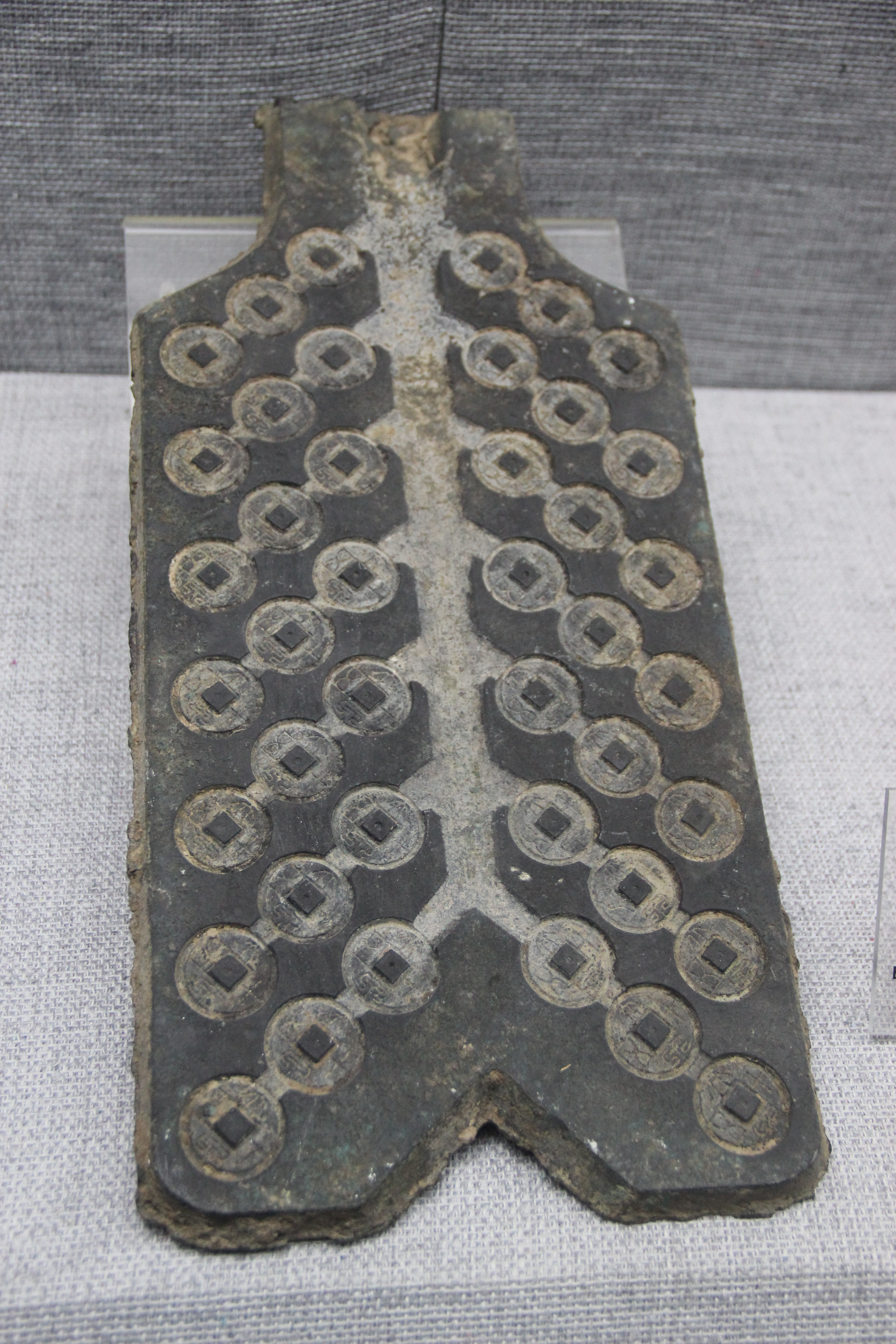
Moule à pièces, Chine, dynastie Han : démoulées, elles sont enfilées sur une tige et meulées.

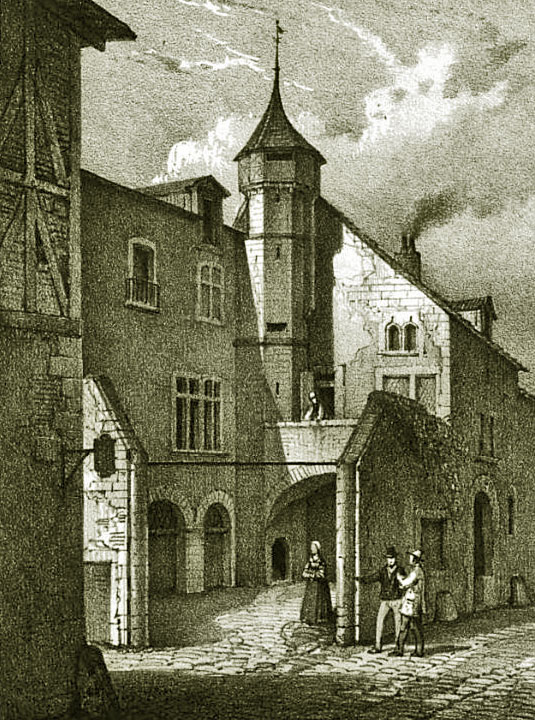
La Tour d’argent, ancien hôtel de la Monnoie de Blois (1836), lithographie, 1836, d'après un dessin de Louis de La Saussaye.

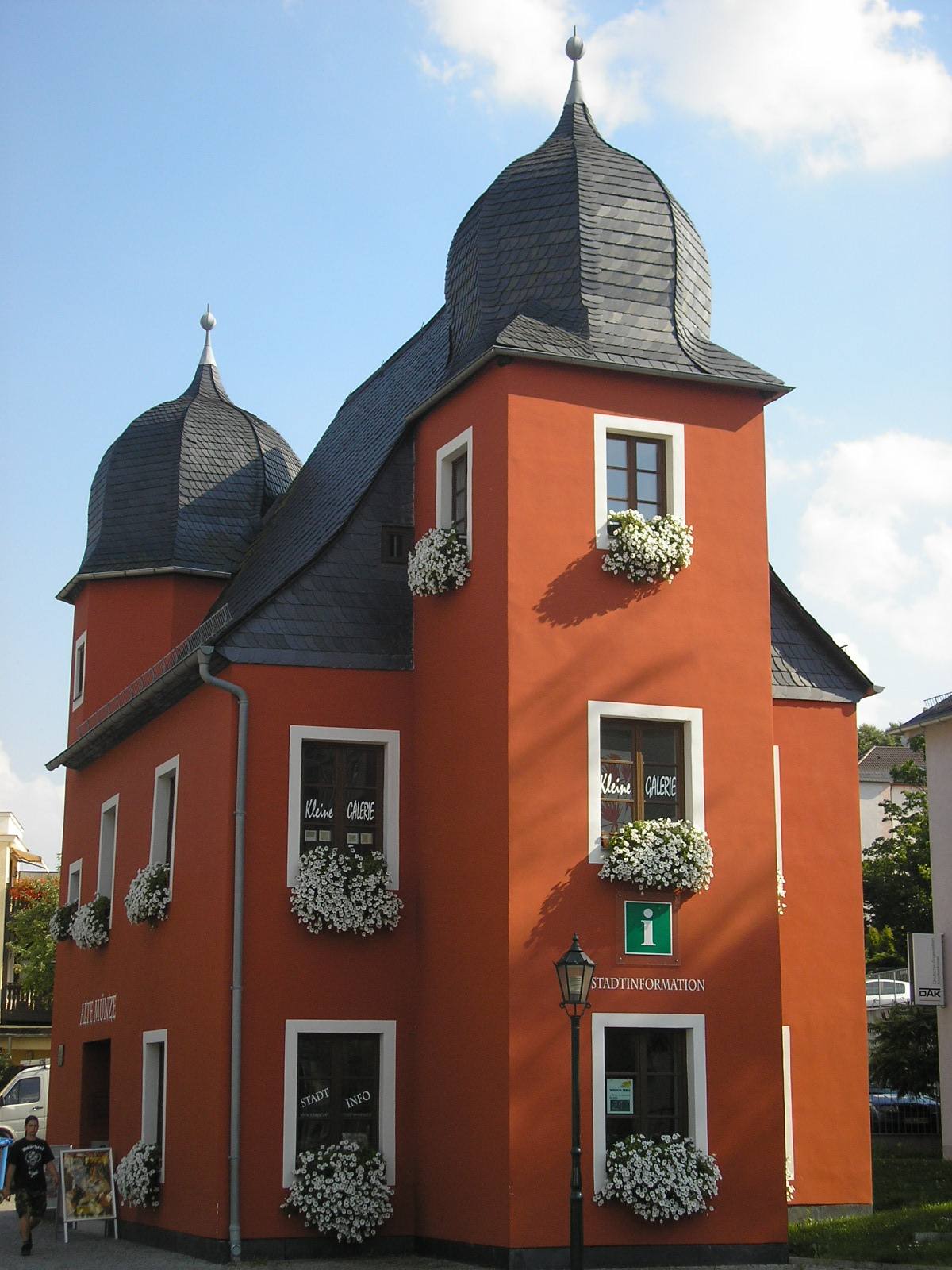
Bâtiment de l'ancienne monnaie de Schleiz, en Thuringe (Allemagne).

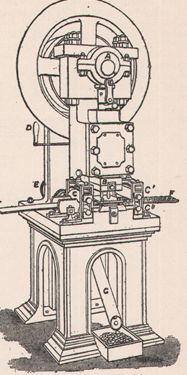
Presse à levier (1911) alimentée à l'électricité.

Un hôtel de la Monnaie, un atelier monétaire ou plus simplement la Monnaie, est un atelier ou une institution chargé de fabriquer des médailles, les pièces et billets d'un pays. Dans le deuxième cas, on parle également d'institution monétaire.
Placée sous surveillance, c'est généralement une institution dépendant directement ou indirectement d'un État. Au fil du temps, certains établissements remplissent également le rôle de producteur de timbres postaux (en Espagne par exemple) et autres papiers d’État.

## Terminologie comparée
En Italie, le terme utilisé est zecca mais on trouve aussi les formes ceca, cecha ou ceccha : ce mot vient du mot arabe sikka, le coin. Dans les pays anglophones, le terme mint est d'usage. Dans les pays germaniques, on parle de Münzstätte ou par apocope, de Münze.

## Histoire

### Antiquité
Les premières monnaies métalliques frappées en série apparaissent en Lydie (dans l'ouest de l'actuelle Turquie) vers la fin du VIIe siècle av. J.-C., puis, en grandes quantités, en Inde et en Chine, entre le VIe siècle av. J.-C. et le IIIe siècle av. J.-C. Les Lydiens frappent au marteau des petits bouts d'or natif ou d'électrum qu'ils poinçonnent grâce à un coin de forme pyramidale fixé sur la tête du marteau, inventant donc les premiers ateliers monétaires dont celui de Sardes, pratique qui va se répandre dans le monde grec et perse. Outre Éphèse, Milet et Phocée en Ionie, on trouve en Crète des traces d'un atelier monétaire à Cydonia, remontant au Ve siècle av. J.-C.. Deux siècles plus tard, on trouve dans les Mahajanapadas (nord de l'actuelle Inde) des pièces en argent de forme ronde, rectangulaire ou carrée contremarquées, les karshapanas ; ces ateliers, situés d'abord dans le Gandhara, qui utilisent également le marteau et des poinçons, ont été fondés au moment de la conquête de la vallée de l'Indus par les Achéménides.
Tout autre sont les formes et la méthode de fabrication monétaires qui émergent en Chine entre le milieu du premier millénaire et le VIIe av. J.-C. : le métal, en général du laiton et du bronze, est fondu puis coulé dans des moules. La plus ancienne forme de monnaie fondue est appelée bèi (en forme longue : 蚁鼻钱, yǐ bí qián), elle émerge sous la dynastie Shang et sa production disparaît sous la dynastie Zhou, après s'être épanouie dans l'État de Chu. Le bèi est un petit morceau de bronze fondu imitant la forme d'un cauris Monetaria moneta. Chaque bèi comporte un caractère proto-chinois entouré de trois formes circulaires, type appelé « monnaie à face de totem » ou à « nez de fourmi ». La forme était obtenue à partir d'un moule en bronze pouvant produire en moyenne 64 bèi. Le plus ancien atelier monétaire du monde a été découvert dans l'ancienne ville de Guanzhuang, dans la province du Henan. L'atelier a également produit des monnaies en bronze en forme de pelle entre 640 et 550 av. J.-C., selon un relevé de datation absolument certain. Les premières pièces rondes, avec un trou de forme carrée, apparaissent avant la dynastie Qin, vers 350 av. J.-C., en même temps que circulent des monnaies prenant la forme de bêches et de couteaux ; la ville de Xianyang fut l'un des ateliers les plus productifs de cette époque, piloté par l'empereur Qin Shi Huang.
Sous la République romaine, à côté du temple de Junon Moneta élevé à Rome est construit un atelier monétaire à partir de 269 av. J.-C..

### Renaissance et temps modernes
Entre 1365 et 1415, la Zecca de Venise a fabriqué plus de 11 millions de sequins d'or : c'est l'atelier le plus productif du Moyen Âge.
La frappe au marteau va céder progressivement la place à la frappe mécanique, grâce à l'invention d'une presse à estamper le métal, permettant la frappe au balancier. En France par exemple, vers le milieu du XVIe siècle, Aubin Olivier ramène à la cour de Henri II  l'idée de cette invention, qu'il emprunte à des orfèvres d'Augsbourg. Les tranches des pièces de monnaie sont également estampées de motifs (rainurages, textes en reliefs, motifs divers) afin de décourager la contrefaçon. D'autres machines apparaissent : laminoir, découpoir et balancier. Le procédé est amélioré par Marc Béchot et Brucher. Aubin Olivier met également au point la virole brisée, une bague qui maintenait le flan monétaire immobile. En 1550, la première machine à frapper les monnaies par pression, dite « frappe au balancier » ou « frappe au moulin » était mise en service au Moulin des étuves à Paris,. Le système suscite une vive hostilité de la part des apprentis ; abandonné, il est réintroduit par Jean Varin à la Monnaie de Paris en 1640.

### Production industrielle
Matthew Boulton fut le premier à proposer une presse fonctionnant à la vapeur en 1786 à Birmingham, et permettant la frappe au levier. Son entreprise reçut des commandes venues de toute l'Europe. Par exemple, c'est à lui que s'adressent les frères Monneron en 1791 en France pour la production de monnaie de nécessité. La Monnaie royale de Londres ne tarde pas à s'équiper de machines Boulton. En 1797, chaque presse est capable de sortir jusqu'à 84 pièces par minute. Elias Boudinot, directeur de la Monnaie des États-Unis (1797-1805), lui passe également commande. En 1830, Dietrich Uhlhorn mettait au point une nouvelle machine capable de produire jusqu'à 100 unités par minute. Au début du XXe siècle, la plupart des presses fonctionne à l'électricité, technologie qui permet également par électrolyse de produire de nouveaux métaux comme l'aluminium, dont les ateliers modernes vont faire grand usage.

## Seigneuriage et centralisme monétaire
Le droit de battre monnaie est jalousement gardé, étant regardé comme le privilège de tout système de gouvernance. Le seigneuriage désignait autrefois le privilège accordé par le pouvoir central à un suzerain de battre sa propre monnaie. Par ailleurs, sur un même territoire, il pouvait exister plusieurs ateliers monétaires, coordonnés entre eux par l'autorité centrale. Ainsi sous l'Ancien Régime avant 1789, le royaume de France comprenait 17 ateliers, chacun identifié par une lettre ou un symbole : Paris portait la lettre A. Après 1880, ces ateliers disparurent. Le même système de lettrage se retrouve en Allemagne (avec A pour le centre de production situé à Berlin) et aux États-Unis (avec S pour une production issue de San Francisco). En Inde, la Monnaie utilise pour chaque ville productrice des formes géométriques (losange, cercle, étoile...).
La marque d'atelier doit être distinguée du différent monétaire, motif qui apparaît sur les monnaies et qui symbolise le graveur général chargé de l'atelier, ou à l'origine de la conception du type.

## Les ateliers et l'euro
Chaque pays membre de l'Union européenne ayant adopté l'euro dispose d'un droit, celui de pouvoir concevoir le revers des pièces de monnaie renvoyant à ses propres signes de souveraineté. Certains ateliers monétaires européens fabriquent des types monétaires pour d'autres pays européens qui ne disposent pas d'usines. Ainsi par exemple les ateliers de Pessac produisent pour le compte des euros français, mais aussi pour les euros grecs.

## Statuts juridiques des ateliers
Les ateliers monétaires sont en général placés sous la tutelle de l'État. La Monnaie royale britannique est une agence exécutive, elle fabrique la monnaie britannique, la livre sterling, mais peut battre monnaie et médaille pour toute personne privée ou société ou État. Longtemps sous le seul contrôle de l'État français, la Monnaie de Paris est devenue un établissement public à caractère industriel et commercial (Epic) depuis 2007, mais bien avant cette date, la Monnaie de Paris fabriquait des modèles monétaires pour d'autres pays. Ces différents ateliers sont d'ailleurs en compétition sur le plan commercial.

## Diversité de la production
Les ateliers, historiquement, n'ont pas produit que du numéraire. Dès la fin du XVIe siècle en France par exemple, la Monnaie frappe des jetons royaux destinés à certains offices, et des médailles commémoratives ou de prestige constituant des cadeaux diplomatiques. La département des Monnaies, médailles et antiques de la Bibliothèque nationale en conserve un certain nombre. En Italie, la plupart des zecchi ont été remplacés par une seule entité, l'Istituto Poligrafico e Zecca dello Stato, fondé en 1928, et qui imprima longtemps les billets de la Banque d'Italie, les timbres postaux, et les papiers d'État, entre autres.

## Liste des hôtels et ateliers
Cette liste des ateliers de fabrication de monnaies reprend les hôtels de Monnaie, établissements officiels, passés ou actuels, qui frappent des pièces de monnaie dans le monde.